# Pietro Napoleone Bonaparte
Pietro Napoleone Bonaparte (Roma, 11 ottobre 1815 – Parigi, 9 agosto 1881) era il settimo dei dieci figli che Luciano Bonaparte (1775-1840), fratello di Napoleone Bonaparte, ebbe dalla seconda moglie Alexandrine de Bleschamp (1778-1855).
Personaggio turbolento ed instabile, partecipò ai moti rivoluzionari contro Austria e Stati pontifici del 1831. Evaso dal carcere, si trasferì negli Stati Uniti d'America e poi in Colombia, ove combatté sotto il generale Santander, rientrando poi in Italia, nella casa di famiglia a Canino. Condannato a morte per l'uccisione di un gendarme e poi graziato con espulsione, tornò a New York, ma fu presto espulso per aver ucciso un passante durante una lite. Quindi rientrò in Europa, nell'isola di Corfù, dalla quale dovette fuggire a causa di una violenta rissa. Stabilitosi in Belgio, stette quieto per una decina d'anni.
Nel 1848 rientrò in Francia, ove fu eletto all'Assemblea Costituente in rappresentanza della Corsica. Arruolatosi nella Legione Straniera, combatté in Algeria ma lasciò arbitrariamente la divisa per rientrare a Parigi. Visse così una vita disordinata fino al 1870, quando uccise con un colpo di pistola il giornalista Victor Noir. Nonostante l'assoluzione per legittima difesa, dovette abbandonare la Francia a seguito della perdita della protezione del cugino imperatore, sconfitto dai prussiani quello stesso anno e costretto all'esilio. Trasferitosi in Belgio, rientrò in Francia nel 1877 e vi morì.

## Biografia

### La prima giovinezza e le peripezie nei due mondi
Pietro nacque poco dopo che al padre era stato conferito da papa Pio VII il titolo di principe romano di Canino. Ragazzo di difficile controllo, poco equilibrato ed attaccabrighe, fece studi mediocri presso i gesuiti di Urbino. Egli fu fortemente scosso dalla morte del fratello Paolo Maria (1808-1827), ufficiale della marina britannica, e da quello della sorella Giovanna, marchesa Honorati, (1807-1829).

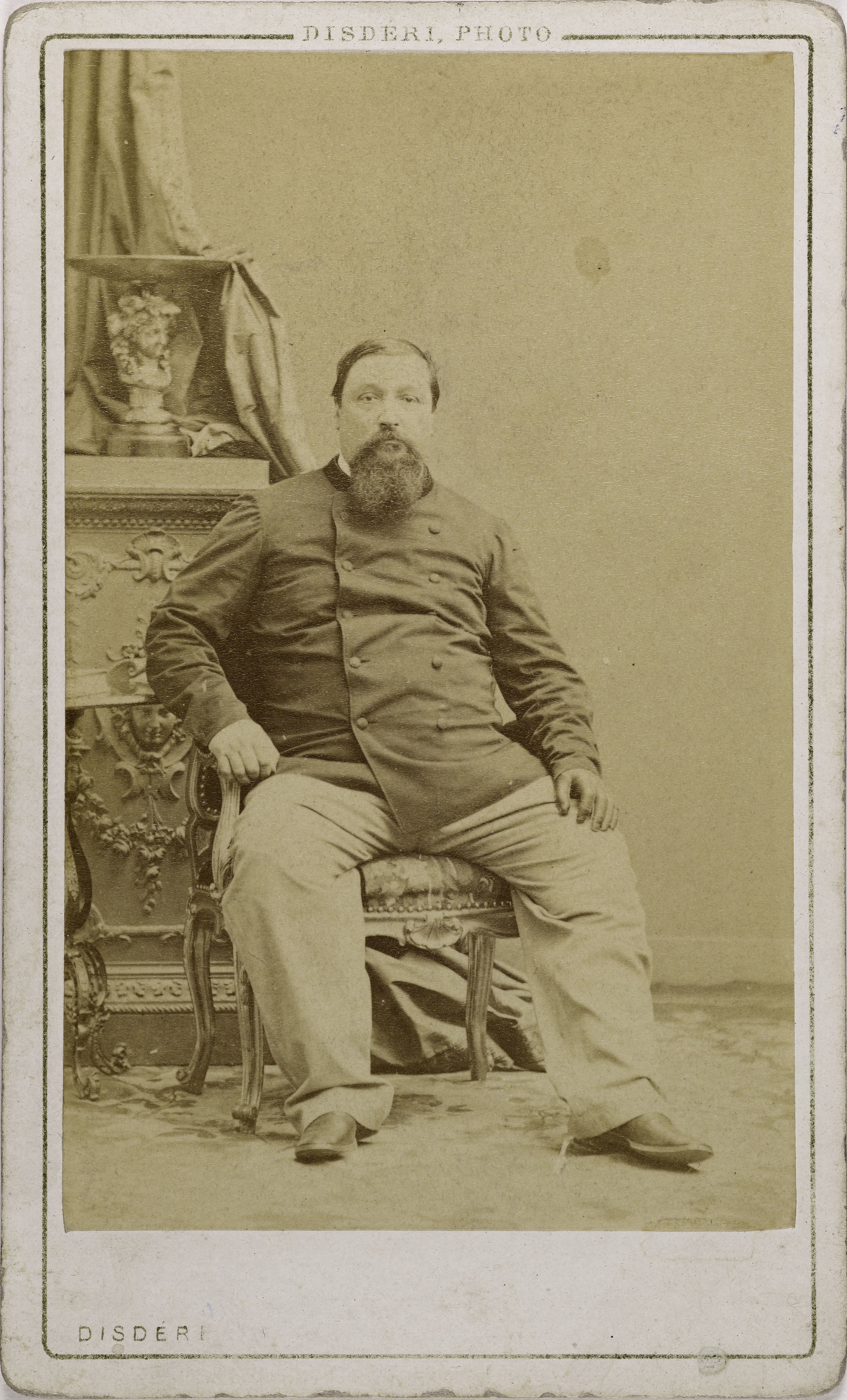
Pietro Bonaparte in una foto del 1865 circa

Partecipò nel 1831, insieme ai cugini Luigi Bonaparte II (1804-1831) e Luigi Napoleone (1808-1873) all'insurrezione della Romagna. Catturato dai gendarmi pontifici, evase e cercò di unirsi ai suoi amici rivoluzionari toscani ma nel gennaio del 1832 dovette fuggire negli Stati Uniti, ove trovò alloggio presso lo zio Giuseppe Bonaparte (1768-1844) a Point-Breeze. Si recò quindi in Colombia a combattere sotto il comando del generale Santander, ma, ammalatosi, ritornò in Italia, venne arrestato e rinchiuso a Castel Sant'Angelo.
Liberato, fu nuovamente arrestato come sospetto carbonaro (Canino, 3 maggio 1836): opponendosi all'arresto, uccise il capo dei gendarmi e venne a sua volta ferito. Condannato alla pena capitale, papa Gregorio XVI mutò la pena nell'espulsione ed negli tornò negli Stati Uniti, ove ritrovò il cugino Luigi Napoleone con il quale si azzuffò in una strada di New York, uccidendo un passante. Espulso dagli Stati Uniti, tornò in Europa e si trasferì a Corfù, da dove fu costretto a fuggire dopo uno scambio di fucilate con alcuni albanesi.

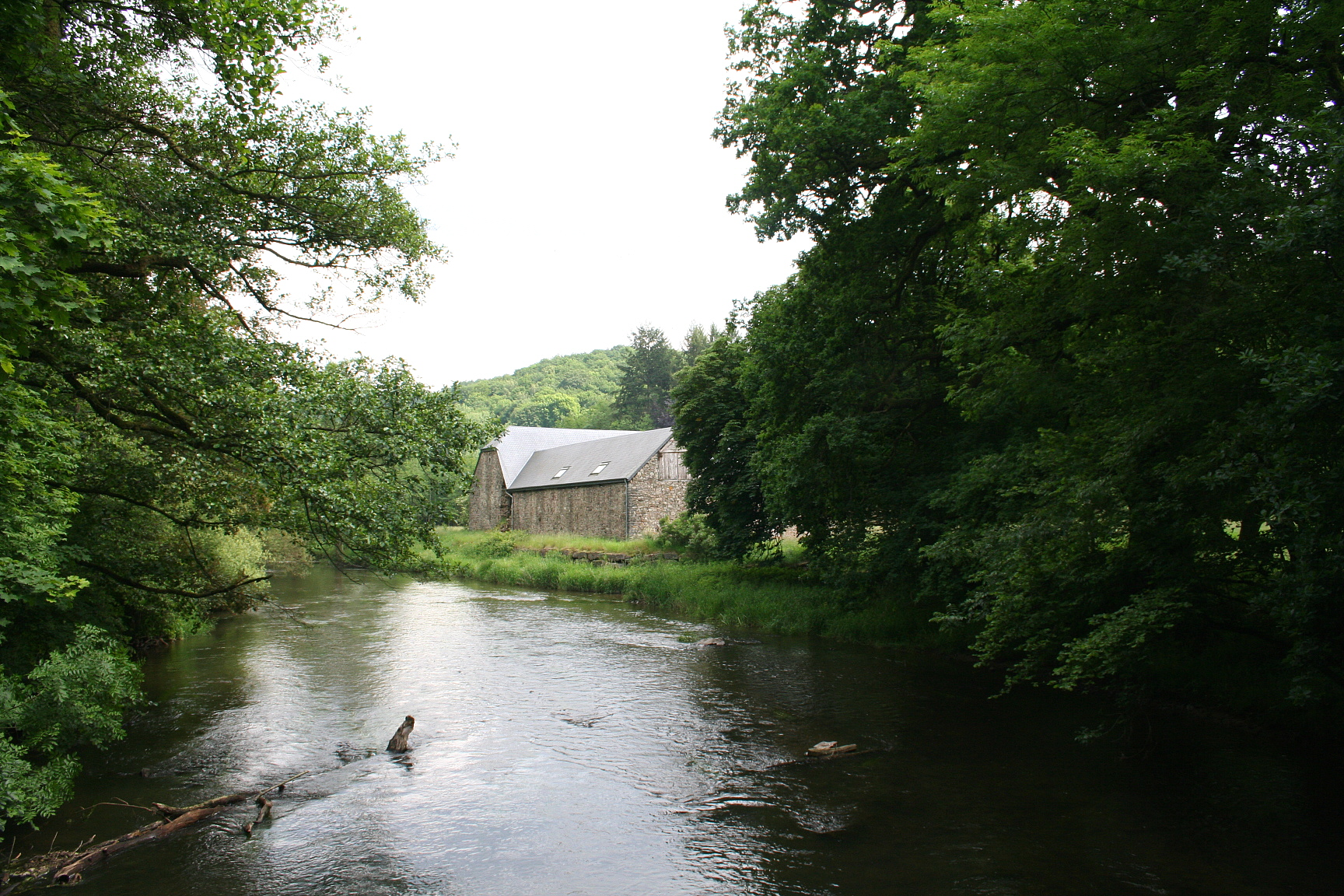
Daverdisse, la ferme de Mohimont.

Dal 1838 al 1848 visse con la sua amante, Rose Hesnard, alla Ferme de Mohimont, a Daverdisse, nelle Ardenne del Belgio, senza dare particolare segno di sé.

### Il rientro in Francia
Nel 1848 rientrò precipitosamente in Francia, poi in Corsica, ove fu eletto deputato all'Assemblea Costituente della Seconda Repubblica. Tuttavia, poco interessato alla politica, e costretto ad allontanarsi da Parigi a causa di un violento alterco con il deputato Gastier, chiese l'arruolamento nell'esercito come comandante di battaglione, sostenendo di aver già combattuto con quel grado in Colombia. Fu quindi arruolato nella Legione Straniera e combatté valorosamente in Algeria, partecipando all'assedio di Zaatcha finché, cinque giorni dopo, decise, senza autorizzazione dei superiori, di lasciare il corpo militare e rientrare a Parigi. Non subì per questo provvedimenti, grazie al fatto di essere cugino del principe-presidente (Napoleone III), salvo che la destituzione dal grado (19 dicembre 1849). Tuttavia non riuscì ad ottenere dal cugino imperatore la posizione di console da lui richiesta. Nel 1853 il cugino Napoleone III conferì a Pietro il titolo nobiliare di Principe.
Nel 1852 morì l'amante Rose Hesnard e Pietro conobbe subito dopo la figlia di un operaio di fonderia parigino, Eléonore-Justine Ruffin (1831-1905), che egli soprannominò Nina, e con la quale andò a vivere in Corsica alla Grotta Niella, vicino a Calvi. Qui la coppia incontrò un vecchio precettore di Pietro, l'abate Casanova, che accettò di benedirne l'unione, senza effetti civili. Là Nina diede alla luce un figlio e, dopo un trasloco a Calenzana, persuase Pietro a ritornare nel continente ove Nina partorì una figlia, nell'antica abbazia belga di Orval, dopo di che tutta la famiglia si trasferì a Parigi.
Il 2 ottobre 1867 il sindaco belga di Lacuisine, nella villa des Epioux, sposò civilmente la coppia ma la pratica fu talmente mal condotta che il cugino Napoleone III si rifiutò di far riconoscere il matrimonio in Francia, vietando inoltre a Pietro l'uso del suo secondo nome, Napoleone.

### Il caso Victor Noir
Il 10 gennaio 1870 Pietro uccise a revolverate un giornalista, redattore del quotidiano La Marseillaise, Victor Noir (pseudonimo di Yvan Salmon), recatosi a casa di Pietro con un collega, che Pietro aveva scambiato per l'inviato di Henri Rochefort, un nobile da lui sfidato a duello. Mentre Pietro era in carcere alla Conciergerie, gli amici del defunto inscenarono manifestazioni anti-bonapartiste che ebbero il loro culmine durante i funerali dell'ucciso, svoltisi il 12 gennaio a Neuilly. Presenziarono allora 100.000 persone con il Rochefort in testa. Si ebbe un tentativo di marcia su Parigi da parte di esponenti del movimento operaio e le autorità, con l'avallo di Napoleone III, disposero uno sbarramento militare contro tale eventualità.
Il 21 marzo 1870 si riunì l'Alta Corte di Giustizia, unico tribunale abilitato a giudicare un membro della famiglia dell'Imperatore. A Pietro fu riconosciuta la legittima difesa, ma fu comunque condannato a corrispondere una pensione ai genitori dell'ucciso ed a pagare le spese processuali. Napoleone III scrisse al cugino invitandolo a lasciare la Francia, ma Pietro non se ne diede per inteso.

### Il ritorno in Belgio: matrimonio e separazione
Con la caduta del II impero e l'esilio di Napoleone III (1870), a Pietro venne meno la potente protezione; la sua casa di Parigi fu incendiata dai comunardi ed egli, con la famiglia, fece ritorno in Belgio nella casa di Epioux. Il 14 novembre 1871 fu celebrato presso il consolato francese di Bruxelles, questa volta con formalità ineccepibili, il matrimonio fra Pietro e la convivente Eléonore-Justine Ruffin, così come fu sistemata la situazione giuridica dei figli. Dopo di che la moglie Eléonore si trasferì a Londra ove aprì un negozio di alta moda, ma dopo non molto rientrò a Parigi per occuparsi definitivamente dell'educazione dei figli, fino al momento trascurata.
Pietro, sofferente di diabete e d'idropisia, si trovò un'altra amante, certa Adele Dideriche, dalla quale ebbe nel 1873 un figlio, deceduto poi in tenera età. Seguendo l'esempio dei genitori, si mise a scrivere versi dilettanteschi ma la sua situazione economica era ormai divenuta precaria, costringendolo a sollecitare la generosità dei nipoti e, nel 1877, chiese di poter rientrare in Francia. Accontentato, si stabilì a Versailles ove morì. La sua salma fu inumata al Cimetière des Gonards, Liberi Muratori del Grande Oriente-Loggia Bonaparte di Parigi.

## Discendenza
Dalla convivente e poi moglie, Eléonore-Justine Ruffin, Pietro Bonaparte ebbe due figli:
- Rolando Napoleone (Parigi, 19 maggio 1858-ivi, 14 aprile 1924), principe Bonaparte, ufficiale di fanteria nell'esercito francese, poi geografo e botanico, membro dell'Accademia francese delle scienze, sposò Marie-Félix Blanc (1859-1882), figlia del ricchissimo François Blanc, fondatore del casino di Monte Carlo e della Société dei bains de mer di Monaco, morta dando alla luce Maria Bonaparte (1882 – 1962), futura (1907) principessa di Grecia e Danimarca e studiosa di psicanalisi
- Giovanna (Orval, Belgio, 1861-1910), sposò Christian (Aix-en-Provence, 8 agosto 1852- Parigi, 3 aprile 1931), marchese di Villeneuve-Esclapon. Da questo matrimonio nascono sei figli:
  - Pierre de Villeneuve-Esclapon (1886-1957) che sposò Cécile de Courtois (1896-1981);
  - Jeanne de Villeneuve-Esclapon (1887-1942) che sposò, nel 1906, il barone Lucien Leret d'Aubigny (1876-1945), nipote del      barone Alphonse Leret d'Aubigny (1804-1878);
  - Romée Napoléon de Villeneuve-Esclapon (1889-1944);
  - Lucien de Villeneuve-Esclapon (1890-1939) che sposò Iskouhi-Gladys Matossian (1894-1951);
  - Roselyne de Villeneuve-Esclapon (1893-1973) che sposò, nel 1918, il conte Bruno de Maigret (1888-1966);
  - Rolande de Villeneuve-Esclapon (1896-1972) che sposò Antoine de Lyée de Belleau (1898-1978), figlio di Madeleine de Lyée de Belleau (1873-1957).

## Ascendenza
|                            |   |                            | Genitori |  |  | Nonni |  |  | Bisnonni                  |  |  | Trisnonni                    |  |
|                            |   |                            |          |  |  |       |  |  | Giuseppe Maria Buonaparte |  |  | Sebastiano Nicola Buonaparte |  |
|                            |   |                            |          |  |  |       |  |  | Giuseppe Maria Buonaparte |  |  | Sebastiano Nicola Buonaparte |  |
|                            |   | Angela Maria Tusoli        |          |  |  |       |  |  | Giuseppe Maria Buonaparte |  |  |                              |  |
| Carlo Maria Buonaparte     |   |                            |          |  |  |       |  |  | Giuseppe Maria Buonaparte |  |  |                              |  |
|                            |   | Maria Saveria Paravicini   | …        |  |  |       |  |  |                           |  |  |                              |  |
|                            |   | Maria Saveria Paravicini   | …        |  |  |       |  |  |                           |  |  |                              |  |
|                            |   | Maria Saveria Paravicini   | …        |  |  |       |  |  |                           |  |  |                              |  |
| Luciano Bonaparte          |   | Maria Saveria Paravicini   |          |  |  |       |  |  |                           |  |  |                              |  |
|                            |   | Giovanni Gerolamo Ramolino | …        |  |  |       |  |  |                           |  |  |                              |  |
|                            |   | Giovanni Gerolamo Ramolino | …        |  |  |       |  |  |                           |  |  |                              |  |
|                            |   | Giovanni Gerolamo Ramolino | …        |  |  |       |  |  |                           |  |  |                              |  |
| Maria Letizia Ramolino     |   | Giovanni Gerolamo Ramolino |          |  |  |       |  |  |                           |  |  |                              |  |
|                            |   | Angela Maria Pietrasanta   | …        |  |  |       |  |  |                           |  |  |                              |  |
|                            |   | Angela Maria Pietrasanta   | …        |  |  |       |  |  |                           |  |  |                              |  |
|                            |   | Angela Maria Pietrasanta   | …        |  |  |       |  |  |                           |  |  |                              |  |
| Pietro Napoleone Bonaparte |   | Angela Maria Pietrasanta   |          |  |  |       |  |  |                           |  |  |                              |  |
|                            | … | …                          |          |  |  |       |  |  |                           |  |  |                              |  |
|                            | … | …                          |          |  |  |       |  |  |                           |  |  |                              |  |
|                            | … | …                          |          |  |  |       |  |  |                           |  |  |                              |  |
| Charles Jacob de Bleschamp | … |                            |          |  |  |       |  |  |                           |  |  |                              |  |
|                            |   | …                          | …        |  |  |       |  |  |                           |  |  |                              |  |
|                            |   | …                          | …        |  |  |       |  |  |                           |  |  |                              |  |
|                            |   | …                          | …        |  |  |       |  |  |                           |  |  |                              |  |
| Alexandrine de Bleschamp   |   | …                          |          |  |  |       |  |  |                           |  |  |                              |  |
|                            |   | …                          | …        |  |  |       |  |  |                           |  |  |                              |  |
|                            |   | …                          | …        |  |  |       |  |  |                           |  |  |                              |  |
|                            |   | …                          | …        |  |  |       |  |  |                           |  |  |                              |  |
| Philiberte Bouvet          |   | …                          |          |  |  |       |  |  |                           |  |  |                              |  |
|                            |   | …                          | …        |  |  |       |  |  |                           |  |  |                              |  |
|                            |   | …                          | …        |  |  |       |  |  |                           |  |  |                              |  |
|                            |   | …                          | …        |  |  |       |  |  |                           |  |  |                              |  |
|                            |   | …                          |          |  |  |       |  |  |                           |  |  |                              |  |